# 北京平镇会馆
北京平镇会馆，位于北京市东城区冰窖斜街15号，为广东省平远县和蕉岭县（原名镇平县）在北京的会馆，是北京市东城区普查登记文物。

## 简介
平镇会馆原名镇平会馆，馆内多为广东省平远县和镇平县人。两县明朝便设为县，当时两县联合在北京建设会馆，从两县名称中各取一字，定名“镇平会馆”。但因河南省内也有一镇平县，且是金朝所设，故1914年广东省的镇平县更名为蕉岭县，会馆改为平镇会馆。
平镇会馆的旧门牌是冰窖斜街20号，和24号的北京漳州东馆、北京唐县会馆毗邻。平镇会馆原先占地面积很大，有房屋31间，占地1亩4分。后门设在冰窖厂胡同10号。
在2000年代前门地区改造中，2005年平镇会馆60%的面积在南侧的市政道路建设中被拆除。2006年时，负责前门东侧拆除腾退工作的大前门公司向北京市文物局上报了迁建方案，但剩余建筑的腾退工作一直未完成，迁建工作也就一直未启动，平镇会馆尚存一间北房、门道及东侧的红砖房。2012年，以“广东平镇会馆”之名被列为北京市东城区普查登记文物。2015年，大前门公司聘请了一家公司清理平镇会馆内的私搭乱建建筑及安全隐患，清理过程中未经文物部门批准便擅自拆除了平镇会馆的门道。2015年11月，中国古迹遗址保护协会会员曾一智向东城区文化委员会举报了冰窖斜街15号平镇会馆被违法拆除。同月，东城区文化委员会和大前门公司就大江胡同32号、冰窖斜街15号文保院落被拆除一事进行了说明，大前门公司表示将在完成平镇会馆搬迁腾退工作、具备迁建条件后，尽快开工迁建。